# Frugífera
En la mitología persa, Frugífera es el nombre que recibe una divinidad que algunos identifican con Mithra porque se halla representada con cabeza de león, cubierta con la característica tiara, si bien puede tratarse de un genio de Mithra. La suposición radica en la característica única de la figura de Mithra desnudo con cabeza de león que a veces se encuentra en los templos mitraicos.